# 397 Відень
397 Відень (397 Vienna) — астероїд головного поясу, відкритий 19 грудня 1894 року Огюстом Шарлуа у Ніцці.